# Campaña de Helmand
La campaña de la provincia de Helmand es un conjunto de operaciones militares llevadas a cabo por las fuerzas de la ISAF contra la insurgencia talibán en la provincia de Helmand de Afganistán. Su objetivo es controlar una provincia que es conocida por ser un bastión talibán, y centro de producción de opio.
Dicha provincia del sur de Afganistán ha sido escenario de los mayores combates de toda la guerra, y también donde las fuerzas de la OTAN han sufrido el más duro castigo por parte del Talibán, que ha apelado a todas las estrategias posibles para combatir a la fuerza internacional de asistencia para la seguridad (ISAF, por sus siglas en inglés). Las bajas de las fuerzas afganas de seguridad son desconocidas, pero con toda seguridad son bastante elevadas.

## Preludio
En el año 2006, unos revitalizados talibanes realizaron varias ofensivas militares a gran escala contra tropas de la coalición en Helmand, Kandahar y otras provincias en la frontera con Pakistán.
En Helmand, el gobierno afgano tenía solo una tenue autoridad fuera de la capital provincial de Lashkar Gah. La presencia de la OTAN en la provincia era escasa, limitada a 130 soldados estadounidenses llevando cabo misiones antiterroristas puntuales, como parte de la Operación Enduring Freedom. Durante el mes de abril, una nueva unidad británica, la Fuerza de Tareas Helmand, fue desplegada con el propósito de contrarrestar a los talibanes. El núcleo de esta fuerza de combate fue obtenido desde la 16.ª Brigada de Asalto Aéreo (en inglés: 16th Air Assault Brigade), y en particular del 3.er Batallón del Regimiento Paracaidista. Basada en Camp Bastion, en ese momento en construcción, la fuerza de tareas tenía una dotación de 3300 hombres, aunque solo un tercio de estos eran tropas de combate.
Durante los primeros cuatro meses de su presencia en Afganistán, la Fuerza de Tareas Helmand se esperaba que tomara parte en la Operación Enduring Freedom y ayudara a perseguir a extremistas talibanes y de Al Qaeda. Fue así que se colocó bajo el mando del mayor general estadounidense Benjamin Freakley, comandante de la Fuerza de Tareas Conjunta Combinada 76 (en inglés: Combined Joint Task Force 76). Pero al ser parte de la ISAF, también estaba bajo la jurisdicción del Comando Regional Sur de la ISAF, en ese momento liderada por un canadiense, el brigadier general David Fraser. Esta complicada cadena de mando fue acompañada con una cierta dificultad en la definición de prioridades entre las dos diferentes y algunas veces contradictorias misiones: o ganar el apoyo de la población local o combatir y eliminar a los talibanes.

## Puestos de Avanzada bajo asedio
La misión inicial de la Fuerza de Tareas Helmand era ejecutar proyectos de reconstrucción y de "corazones y mentes" en la relativamente segura área conocida como "el triángulo", centrada alrededor de Lashkar Gah y Gereshk. Sin embargo, la intensificación de los ataques talibanes llevó a un dramático cambio en esta estrategia. A principios de la primavera de 2006, el Distrito de Baghran cayó temporalmente bajo el control de los insurgentes y el 18 de mayo, una incursión talibán contra Musa Qala mató aproximadamente 20 policías afganos.
La posibilidad de que una ofensiva talibán barriera con toda la provincia fue tomada seriamente por el gobernador provincial, Mohammad Daoud, un aliado personal y designado por el presidente Hamid Karzai. Daoud insistió en que las tropas de la ISAF fueran desplegadas en los distritos que estaba bajo la inmediata amenaza de un ataque talibán: Sangin, Now Zad, Musa Qala y las estratégicas instalaciones hidroeléctricas ubicadas en Kajaki. Esto fue el comienzo de la controversial estrategia de "platoon house" (en castellano: casa pelotón), que hizo que las tropas de la OTAN, principalmente británicas, fueran atadas a remotos puestos de avanzada por todo el norte de Helmand. Todos los puestos atrajeron sostenidos e intensos ataques talibanes y permanecieron bajo asedio por largo periodos. Los limitados recursos de la Fuerza de Tareas se vieron peligrosamente extendidos, llevando en varios casos a difíciles situaciones.

### Sangin
El pueblo de Sangin (población de 30 000), es un importante centro comercial del sur de Afganistán, y se cree que es el mercado de opio más grande de la región. Convirtiéndose naturalmente, por este motivo, en un importante objetivo tanto para los talibanes como para la coalición. Antes de junio de 2006 se creía que estaba bajo el control de los insurgentes.
El 18 de junio de 2006, Jama Gul, un jefe de distrito previo, fue emboscado y asesinado en Sangin, junto con cuatro guardaespaldas. Cuando un grupo de sus parientes fueron a recuperar los cuerpos, 25 de ellos fueron muertos también. Fue este incidente, algunas veces descrito como un "ajuste de cuentas entre señores de la droga", lo que llevó al despliegue de tropas en Sangin por parte de la ISAF. El 21 de junio, una compañía de paracaidistas británicos se movió al pueblo, ostensiblemente para rescatar al hijo del actual jefe de distrito, quien había sido herido en una pelea. Sin embargo, después de una intervención personal de Hamid Karzai, se les ordenó permanecer en Sangin, con el propósito de respaldar a la precaria autoridad del gobierno central.

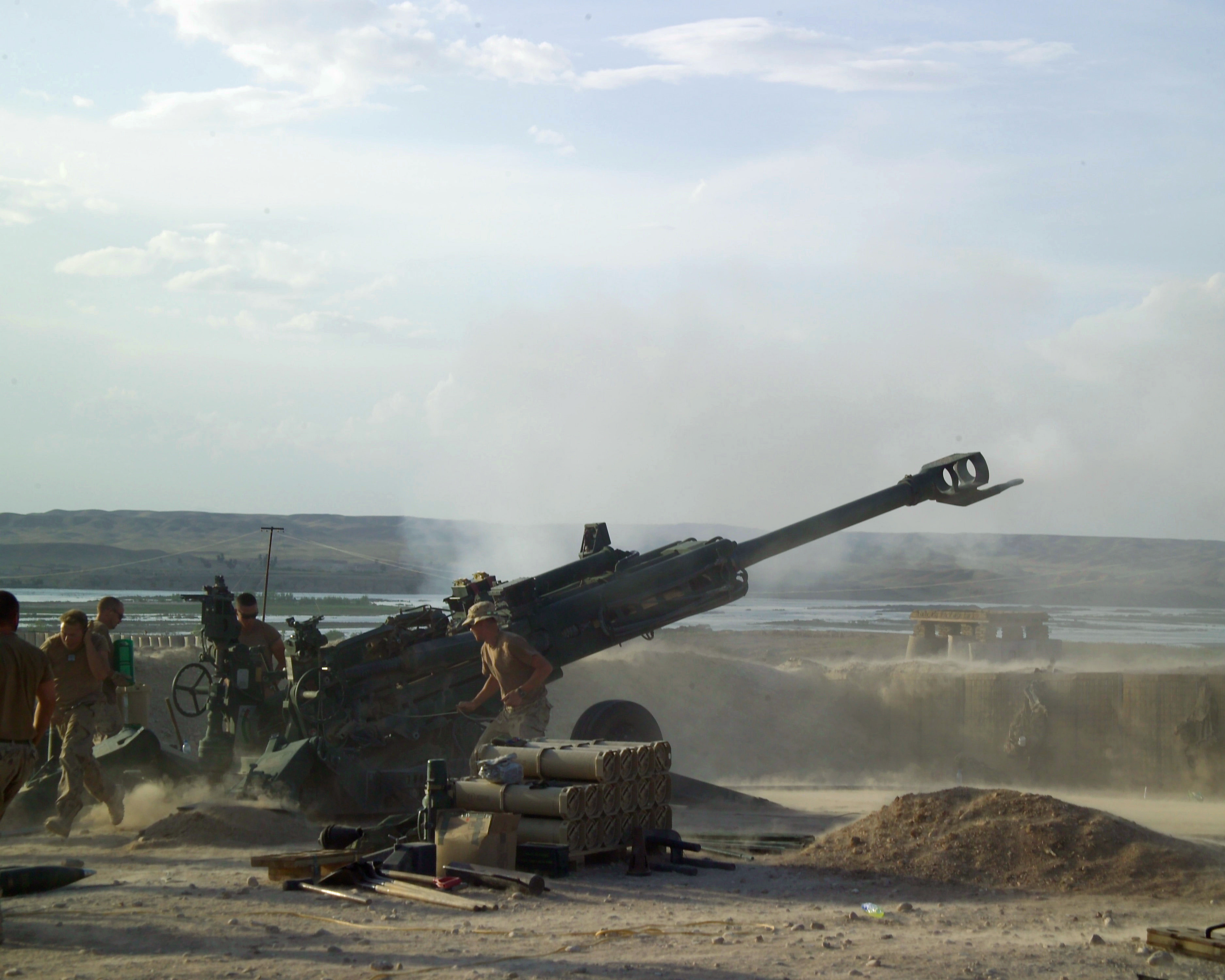
Un obús M777 canadiense disparando contra posiciones talibanes en Sangin.

Inicialmente, la situación al interior del pueblo permaneció calmada, pero esto cambió después del 27 de junio, después de una fallada incursión de fuerzas especiales en el área de Sangin, durante la cual murieron dos soldados británicos. El 30 de junio, los insurgentes lanzaron sus primeros ataques frontales contra el centro del distrito, donde se encontraban acuarteladas las tropas británicas. Los atacantes fueron rechazados, después de sufrir al menos 12 muertos. A pesar de esto, los talibanes no descansaron, y renovaron sus ataques todas las noches, usando armas cortas, Granada propulsada por cohete (en inglés: Rocket-Propelled Grenade, RPG) y cohetes de 107 mm. Los británicos respondieron con ametralladoras, morteros y misiles Javelin, y solicitando apoyo de ataques de artillería y ataques aéreos. Algunas veces el reabastecimiento fue interrumpido por tanto como cinco días, ya que los disparos de los talibanes ponían en riesgo a los helicópteros.
El 15 de julio, como parte de la Operación Mountain Thrust fuerzas de la coalición llevaron a cabo una ofensiva en el Distrito de Sangin, apoyados por blindados, aportados por el Household Cavalry Regiment (en castellano: Regimiento de Caballería Real) y LAV III canadienses. Frente a la superioridad de la coalición la mayor parte de los talibanes retrocedieron y un convoy de suministros pudo ser escoltado hasta llegar al pueblo. La guarnición fue capaz de reforzar sus defensas después de que llegara una unidad de ingenieros.
Después del 14 de septiembre, los combates alrededor de Sanging cesaron. El 21 de septiembre, los paracaidistas que ocupaban el complexo de edificios del gobierno fueron reemplazados por una unidad del 42.º Comando, Royal Marines. En marzo de 2007, los infantes de marina fueron a su vez reemplazados por una compañía de los Royal Regiment of Fusiliers. Pero para esa época, los talibanes habían reasumido sus operaciones en el sector, y los fusileros fueron atacados 79 veces durante sus primeros veinte días en Sangin.
El 5 de abril de 2007, las fuerzas de la coalición lanzaron la Operación Silver, como parte de una operación más grande llamada Operación Achilles, con aproximadamente 1000 tropas. Después de alertar de su ofensiva, ellos avanzaron hacia Sangin, la que había sido abandonada por la mayoría de los insurgentes. El nuevo gobernador de Helmand Assadullah Wafa, fue capaz de instalar a un nuevo gobernador de distrito y la ISAF declaró que había pacificado al pueblo. Los talibanes dicen que aún controlan las áreas vecinas. Desde la finalización del asedio, el distrito aún ha estado sometido a ataques, pero los británico han construido dos nuevas bases avanzadas de operaciones (en inglés: Forward Operating Base, FOB) a unos pocos kilómetros para atraer la mayoría de los ataques talibanes y alejarlos del pueblo propiamente tal.

### Musa Qala
Después del 18 de mayo de 2006, las tropas de la coalición fueron desplegadas en Musa Qala, para defender el centro distrital. Este servía como prisión y estación de policía, el centro distrital estaba situado en el medio del pueblo, una hecho que estorbaba considerablemente a los defensores. La guarnición consistía de aproximadamente 80 policías afganos, quienes eran más una milicia que una fuerza policial y eran muy impopulares entre la población local.
La unidad estadounidense presente en Musa Qala fue reemplazada el 14 de junio por un grupo compuesto de tropas británicas, principalmente por exploradores. El primer ataque fuerte de los talibanes fue lanzado el 16 de julio y aunque fue rechazado con fuertes pérdidas, los insurgentes mantuvieron una constante presión contra el centro distrital. El 26 de julio, el 1.er Escuadrón Ligero de Reconocimiento danés, conocido como "los grifos", llegaron a Musa Qala para relevar a las tropas británicas. Sin embargo, estos últimos no pudieron ser extraídos hasta el 8 de agosto, cuando una operación a plena escala de un grupo de batalla, con el nombre código Operación Snakebite, fue necesaria para alcanzar el centro del pueblo. Los grifos estaban equipados con 16 vehículos blindados Eagle, uno se perdió durante el combate para llegar al pueblo, la mayoría estaba armado con una ametralladora pesada Browning M2 calibre 0,5 pulgadas (12,7 mm). Su comandante construyó una serie de rampas para permitirles a los vehículos disparar por sobre las murallas del complejo. Con el apoyo de un equipo de mortero perteneciente al Real Regimiento Irlandés y abundante apoyo aéreo, la guarnición de Musa Qala fue capaz de rechazar todos los ataques, pero la presencia de grandes cantidades de talibanes les impedía aventurarse fuera de la base. El 24 de agosto, la unidad danesa fue extraída y asignada a la Operación Medusa liderada por los canadienses, estos fueron reemplazados por una mezcla de un destacamento de paracaidistas británicos y de exploradores del Real Regimiento Irlandés, que disponían de una mezcla de armamento considerablemente menos poderosa, teniendo solo dos ametralladoras calibre 0,5 pulgadas (12,7 mm) y ocho ametralladoras L7 de calibre 7,62 mm. Sabiendo que la guarnición era más débil, los talibanes lanzaron dos ataques con un grupo de 150 hombres entre el 26 y 27 de agosto. Ambos ataques fueron rechazados, después de los cuales los insurgentes se concentraron en lanzar ataques indirectos usando morteros y cohetes de 107 mm.
Para el final de septiembre, el combate en Musa Qala había llegado a un punto muerto. Los talibanes habían sufrido fuertes pérdidas y habían sido incapaces de expulsar del pueblo a las fuerzas de la ISAF. La coalición también había sufrido pérdidas: tres soldados británicos habían sido muertos en Musa Qala, y su control del pueblo no se extendía más allá de las murallas exteriores del recinto. También, los comandantes británicos temían que un helicóptero de reabastecimiento pudiera ser derribado, dándole una victoria propagandística a los insurgentes. Ambos lados dieron la bienvenida de los ancianos del pueblo, de negociar una tregua y evitar más derramamiento de sangre. Los británicos acordaron retirarse de la ciudad y a cambio la población nativa les negaría santuario a los talibanes.
El acuerdo duró 143 días, finalizando después de que el hermano del un líder talibán local, el mulá Abdul Ghaffour, fue muerto en un ataque aéreo realizado por un bombardero B-1. Los talibanes que esto ocurrió en un área cubierta por la tregua. En venganza un grupo de entre 200 y 300 insurgentes invadieron el pueblo el 1 de febrero de 2007, ejecutando al anciano que había patrocinado la tregua, y encarcelando a varios otros. El 4 de febrero el mulá Abdul Ghaffour fue muerto en un otro ataque aéreo. Ese mismo día, el general David J. Richards, quien había apoyado la tregua, fue reemplazado como jefe de la ISAF por el general Dan K. McNeill, quien favorecía una política más agresiva.
En Musa Qala, los talibanes impusieron su interpretación fundamentalista de la ley islámica, clausurando escuelas, restrigiendo el movimiento de las mujeres, imponiendo fuertes impuestos y colgando a aquellos habitantes de los cuales se sospechaba que eran espías. El gobierno afgano y la coalición se refrenaron en retomar el pueblo, para evitar causar bajas civiles.

### Represa de Kajaki

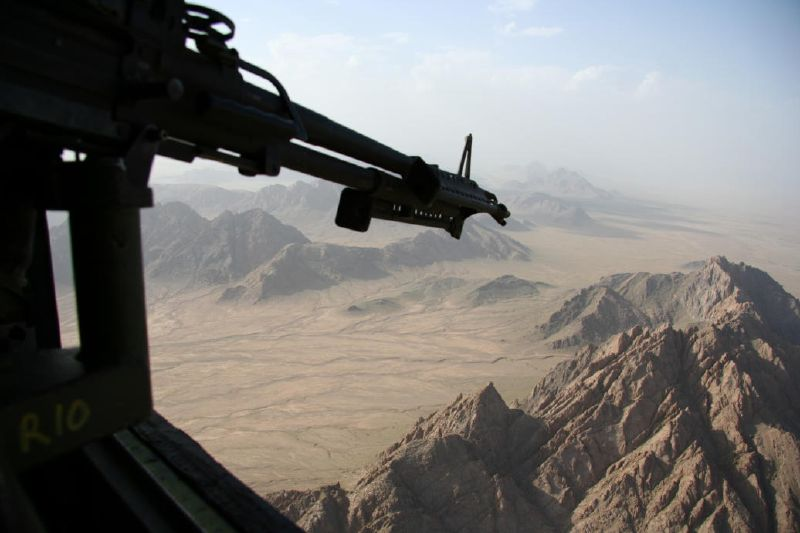
Panorámica desde un helicóptero Chinook volando sobre el distrito de Kajaki.

La represa de Kajaki es una particularmente importante instalación, que proporciona agua para irrigación en el valle de  Helmand y electricidad para toda la provincia. Desde principios del año 2006, fue objeto de crecientes ataques por parte de los talibanes, para los cuales incluso una breve ocupación serviría como una victoria propagandística. La represa estaba defendida por una fuerza mixta de policías afganos y guardias de seguridad liderados por un  contratista estadounidense. Ataques nocturnos talibanes mediante el uso de  morteros desmoralizaron a los defensores, quienes no tenían armamento pesado y eran incapaces de responder. Para finales de junio, un equipo de paracaidistas británicos fue desplegado cerca de Kajaki y lograron emboscar al equipo de mortero talibán, matando a diez e hiriendo a dos insurgentes. Después de eso, se estableció una presencia permanente de militares británicos en la represa, donde las tropas de la coalición ocuparon una serie de puestos fortificados construidos por los  soviéticos durante su  presencia en Afganistán. Los talibanes se volvieron más precavidos pero continuaron sus ataques de hostigamiento durante julio y la primera mitad de agosto.
En febrero de 2007, los infantes de marina británicos pertenecientes al 42 Commando realizaron la Operación Volcano, para crear una zona segura alrededor de la represa y alejar a los talibanes fuera del alcance de ataques por morteros. La principal posición fortificada de los talibanes ubicada en el pueblo de Barikju fue limpiada sin sufrir bajas.
Desde entonces, la situación alrededor de la represa se ha estabilizado. Kajaki es una de las raras ocasiones durante la guerra en Afganistán en que ambos lados usan posiciones fijas y se ha formado una línea de frente.

## Contraofensiva de la OTAN
En abril de 2007, la cantidad de tropas británicas en el sur de Afganistán fue aumentada desde 3.300 a 5.800 soldados. También fue desplegado equipo más pesado, específicamente  vehículos de combate de infantería Warrior,  vehículos protegidos Mastiff y  lanzadores de cohetes  M270 Multiple Launch Rocket System, GMLRS. El nuevo comandante de la fuerza de tareas, el brigadier John Lorimer, también había solicitado que fueran desplegados  tanques Challenger 2 y  cañones autopropulsados AS-90, pero esto le fue negado.
El 6 de marzo, las fuerzas de la coalición comenzaron una serie de operaciones a gran escala, para limpiar sistemáticamente toda la provincia de la presencia de fuerzas enemigas.

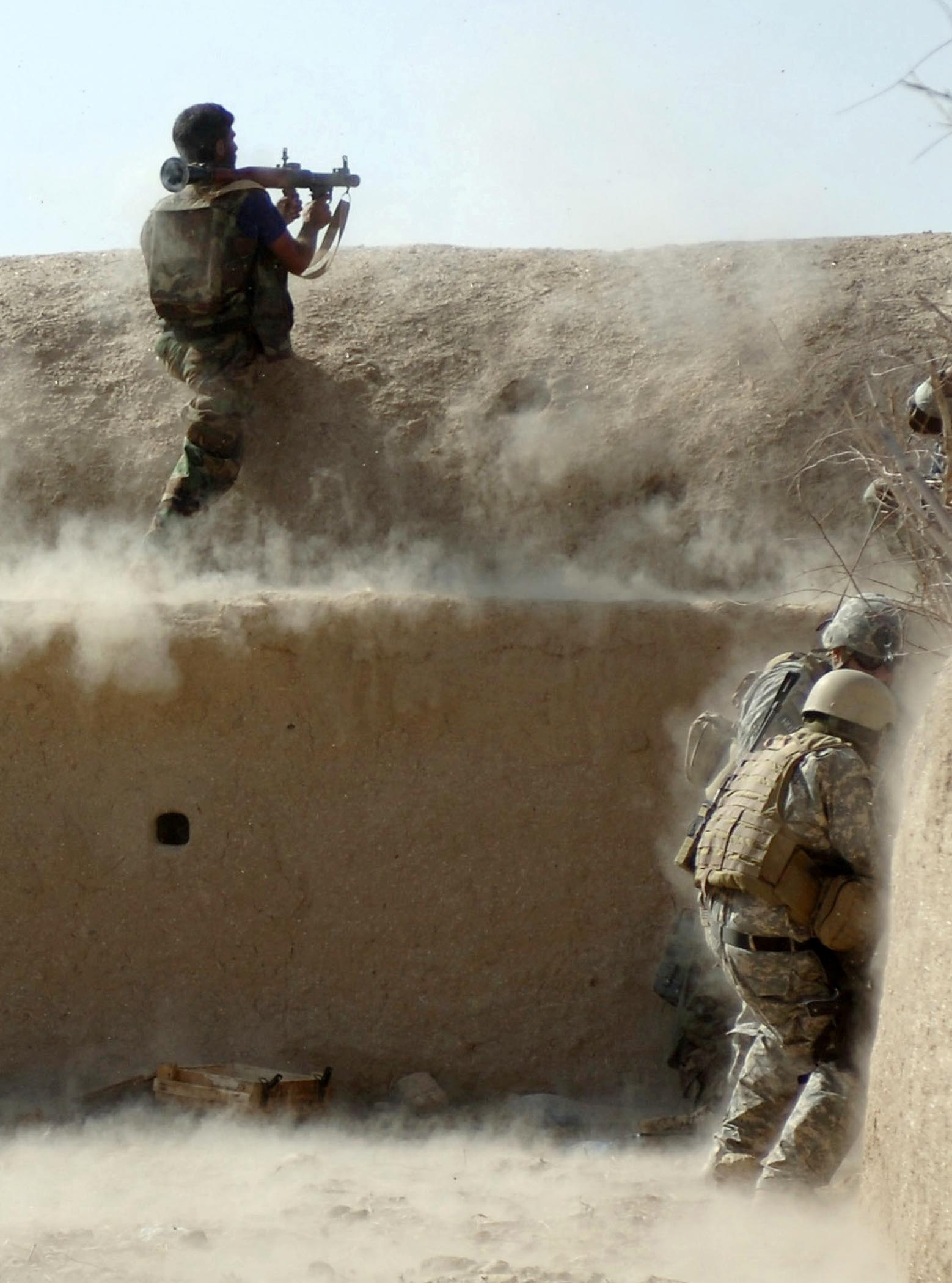
Fuerzas del ANA y estadounidenses combatiendo a los talibanes en Sanging el 18 de abril de 2007.

### Operación Achilles
La Operación Achilles fue la primera operación de nivel de fuerza de tareas en ser realizada por las fuerzas de la OTAN en los combates por Helmand. Estuvieron involucrados más de 4500 soldados de la ISAF liderados por los británicos, junto con 1000 soldados afganos. Las autoridades de la OTAN informaron que, contrario a lo que sucedió en las operaciones previas, los combatientes talibanes evitaron una confrontación directa y favorecieron las tácticas de la guerra de guerrillas. Los principales objetivos fueron los puntos estratégicos del norte de Helmand, incluyendo todos los grandes pueblos y la represa de Kajaki.
Se realizaron varias sub-operaciones dirigidas a sectores específicos:
- Operación Kryptonite (12 de febrero): Aproximadamente 300 soldados británicos, holandeses de la ISA y del ENA limpiaron un área desde donde los talibanes habían estado usando morteros para atacar a la represa en los meses anteriores. El 14 de febrero un líder talibán de alto rango, el mulá Manan, fue muerto en un ataque aéreo realizado entre Kajaki y Musa Qala.
- Operación Silver (5 de abril): Un grupo de 1000 soldados compuesto por una fuerza heliportada de paracaidistas estadounidenses pertenecientes a la 82.ª División Aerotransportada, junto con una columna blindada de 250 infantes de marina británicos limpiaron el pueblo de Sangin, el que había sido abandonado por la mayoría de los talibanes.
- Operación Silicon (30 de abril): Esta operación fue llevada a cabo principalmente por tropas del ENA apoyados por unidades británicas, moviéndose contra los talibanes ubicados en Gereshk y la parte inferior del valle de Sangin.[33]

El 12 de mayo, el mulá Dadullah, segundo al mando de los talibanes, fue muerto en el distrito de Gereshk, en una incursión realizada por los comandos del SBS británicos y tropas afganas. Una característica significativa de la operación fue la finalización del asedio de Sangin donde tropas británicas habían estado aisladas por más de nueve meses. Esta vez, las fuerzas de la coalición construyeron varias bases de patrulla, ocupadas por tropas británicas y fuerzas de seguridad afganas, estableciendo una presencia permanente en áreas desde las cuales los talibanes habían sido expulsados. Achilles finalizó el 30 de mayo, con el resultado de que las fuerzas de la OTAN lograron establecer un punto de apoyo en el territorio enemigo de Helmand.

### Operación Lastay Kulang
El mismo día en que Aquiles finalizó la Operación Lastay Kulang, que significa "Mango de Zapapico" en  pastún, se inició. Esta operación no fue tan exitosa como la previa. Alrededor de las 4:00 hora local del miércoles 30 de mayo de 2007, tropas de la ISAF y de la ANSF avanzaron hacia el pueblo de Kajaki Sofle, diez kilómetros al suroeste del pueblo de Kajaki, para expulsar a las fuerzas talibanes cuya presencia amenazaba la seguridad y estabilidad de la parte inferior del  Valle de Sangin. Durante la noche, elementos de la 82.ª División Aerotransportada estadounidense ejecutaron un asalto aéreo contra una posición de los talibanes. Uno de los helicópteros Chinook utilizados en la incursión aparentemente fue derribado por un proyectil de RPG y se estrelló, muriendo cinco estadounidenses, un británico y un canadiense. La Operación Lastay Kulang finalizó el 14 de junio, con la situación estratégica poco clara. La OTAN declaró que sus fuerzas habían limpiado Sangin y Gereshk de talibanes y de esa forma aseguró el Distrito Kajaki. En contraste, los talibanes decían que ellos aún controlaban la mayoría de Kajaki y algunos distritos de Sangin. Estas declaraciones fueron confirmadas por residentes locales, quienes se quejaron que los talibanes regresaban tan pronto como las tropas de la OTAN y del ENA se iban.

### Operación Hammer
Para finales de julio se inició otra operación llamada Operación Hammer. Comenzó en las horas iniciales del 24 de julio de 2007 en el área entre Heyderabad y Mirmandab, al noreste de Gereshk. La operación continuó el movimiento para expulsar a las fuerzas talibanes desde las áreas del valle superior de Gereshk en la provincia de Helmand. Durante las etapas iniciales de la operación, la ISAF y las Fuerzas de Seguridad Nacionales Afganas avanzaron para asegurar el estratégico puente que cruzaba el canal de Nahr-e-Seraj, limpiando y buscando recintos fortificados, antes que los  ingenieros militares del 26.º Regimiento de Ingenieros establecieran una base de avanzada conjunta. Aunque se produjeron combates esporádicos después de ese evento. Para principios de noviembre las operaciones habían finalizado y las tropas de la coalición habían establecido una firme línea de frente al sur del río Helmand y estaban preparando un ataque dirigido hacia Musa Qalah, que había estado bajo control talibán durante ocho meses.

### Operación Sledgehammer Hit
La Operación Palk Wahel (en idioma pastún significa Golpe de Mazo en castellano o Sledgehammer Hit en inglés) involucró a 2.500 soldados, de los cuales 2.000 son británicos, provenientes principalmente del 1.er Batallón, Royal Gurkha Rifles y del 2.º Batallón Mercian Regiment. Durante esta operación, los vehículos de combate de infantería Warrior, tripulados por los Guardias Escoceses, hicieron su primer despliegue operacional significativo en Afganistán. La mayoría de los restantes 500 hombres provenían del Ejército Nacional Afgano, mientras que también participaron pequeños contingentes daneses, checos y estadounidenses.
El objetivo de la operación era expulsar a los insurgentes talibanes de sus fortalezas en la parte superior del Valle de Gereshk.
La operación se inició el 19 de septiembre, cuando los ingenieros de los Guardias Escoceses pusieron un puente sobre el río Helmand. Durante las etapas iniciales, las tropas de la coalición encontraron fuerte resistencia y tuvieron que limpiar varias fortificaciones en combate cuerpo a cuerpo. Se estimó que cerca de 100 talibanes y al menos seis civiles murieron en estos combates. También murieron tres soldados británicos: dos en un accidente y otro por un artefacto explosivo improvisado.

### Batalla de Musa Qala
El 1 de noviembre de 2007, 40 soldados pertenecientes a los Commando Royal Marines se dirigieron al norte en vehículos blindados Viking, conduciendo a través del río Helmand al norte de Sangin, creando una cabeza de puente para el convoy de los Guardias Escoceses. Hubo contactos esporádicos con los talibanes que atacaron a las fuerzas británicas con cohetes, morteros y granadas propulsadas por cohetes. Habiendo establecido posiciones alrededor de Musa Qalah, las tropas británicas comenzaron a realizar patrullas de reconocimiento. El principal foco de las actuales operaciones es perturbar y confundir a los talibanes y desestabilizar sus rutas de abastecimientos.
El pueblo se había convertido en una importante estación de tráfico de drogas de los talibanes y se consideraba como de una importancia simbólica por ambos bandos, para los talibanes en el sentido de que ellos podían tomar y mantener territorio en Afganistán en abierto desafío del gobierno afgano y de la OTAN.
El 6 de diciembre de 2007, fuerzas británicas, afganas y estadounidenses iniciaron su asalto contra el pueblo. Inicialmente las fuerzas británicas y afganas atacaron en la tarde, desde tres direcciones. Posteriormente varios centenares de tropas estadounidenses fueron desembarcadas desde helicópteros y combatieron a pie durante la noche. Las defensas de los talibanes incluían centenares de minas y se informó que la moral entre las fuerzas talibanes era alta. Se confirmó que había aproximadamente 2.000 combatientes talibanes en el pueblo. Un soldado británico, 12 combatientes talibanes y dos niños civiles fueron muertos en el primer día de operaciones.
Para el 8 de diciembre de 2007, las tropas de la OTAN capturaron dos villorrios al sur del pueblo y avanzaron hasta una distancia de dos kilómetros de las afueras de este. Los talibanes se habían estado retirando hacia sus defensas al interior del pueblo y más refuerzos talibanes habían estado llegando al distrito. El problema más grande que encontró la coalición fueron las minas. Las dos muertes sufridas por la coalición hasta ese momento fueron el resultado de las minas terrestres.
Para el 10 de diciembre, los talibanes retiraron sus fuerzas hacia el norte en dirección a las montañas y tropas afganas entraron al pueblo, encontrando poca resistencia. Se informó que dos líderes talibanes fueron capturados durante la batalla.
El 12 de diciembre, finalmente el pueblo cayó ante las fuerzas de la coalición que avanzaban.

## Escalada

### Punto muerto en el sur
Para el final de diciembre de 2007, la situación en el territorio alcanzó un punto muerto. Se estableció una frontera de hecho al este de Garmsir a lo largo de la orilla del río Helmand River, la que dividía el terreno en manos británicas del terreno controlado por los talibanes. Los británicos eran superados en número por la mucho más grande fuerza talibán la que estaba recibiendo refuerzos desde Pakistán. Sin embargo, los británicos poseían aviación y artillería pesada. Ambas fuerzas se mantendrían combatiendo por los siguientes meses por la posesión de solo algunos metros de territorio.

### Llegada de refuerzos del Cuerpo de Marines a Garmsir y Helmand del norte

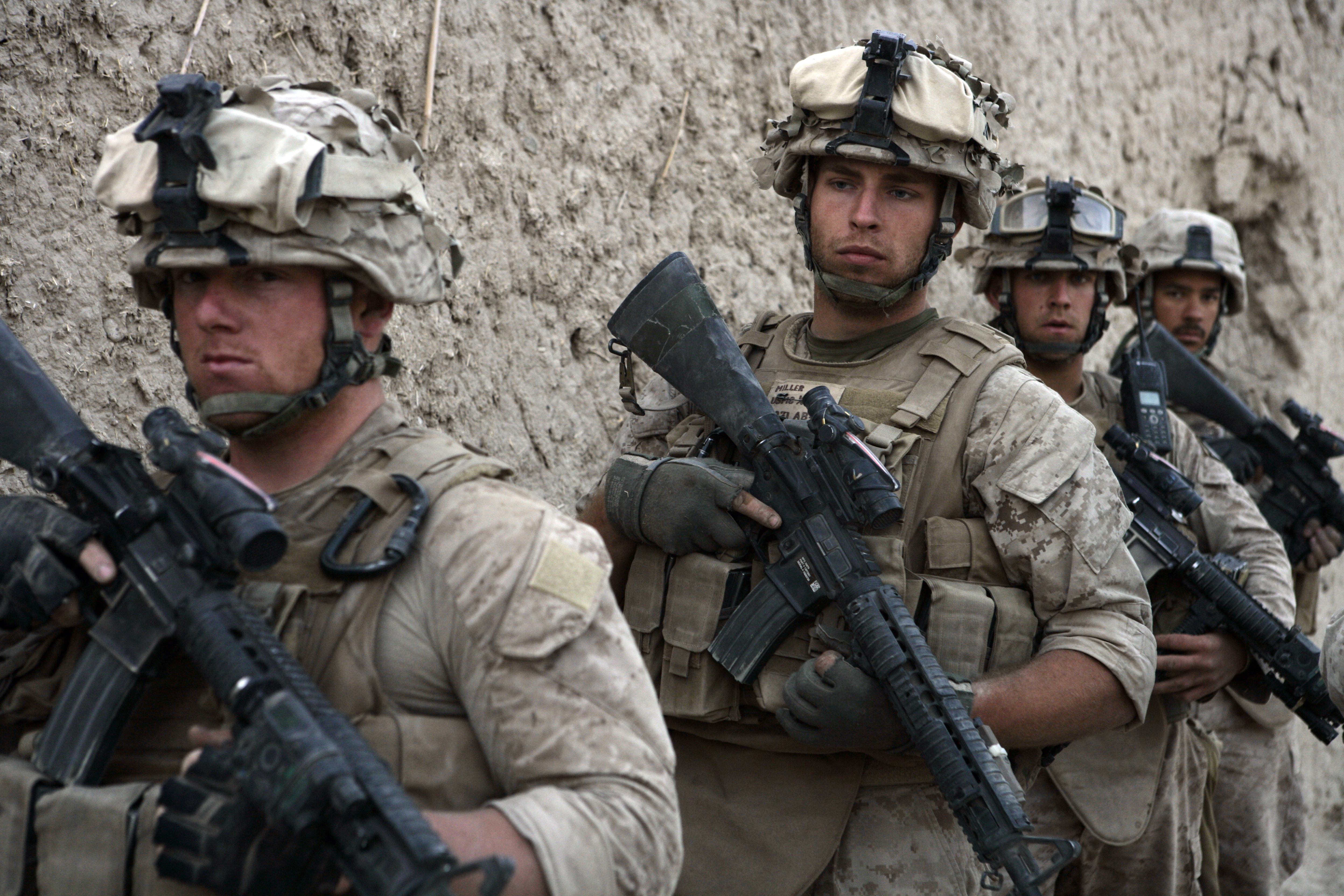
Infantes de marina del Bravo 1/6, 24.ª MEU combatiendo en Garmsir, Afganistán.

A principios de abril de 2008, un batallón del Cuerpo de Marines de los Estados Unidos fue enviado a Helmand para ayudar a la OTAN en los combates que se estaban desarrollando allí.
El 1.er Batallón 6.º de Infantería de Marina, el equipo de batallón de desembarco de la 24.ª MEU inició el 28 de abril sus operaciones de combate con un ataque contra el pueblo de Garmsir que se encontraba en poder de los talibanes. La operación fue ejecutada en conjunto con tropas británicas de la 16.ª Brigada de Asalto Aéreo. Sin embargo, las fuerzas talibanes se habían retirado del pueblo y habían tomado posiciones más hacia el sur.
Después de capturar Garmsir, los infantes de marina se dirigieron más hacia el sur en una área donde los insurgentes habían construido búnkeres y túneles capaces de resistir los ataques aéreos de la coalición. Ellos se encontraron con una fuerte resistencia y la operación, que se esperaba tomara solo unos pocos días, se demoró más de un mes en ser completada. Esto alertó al comandante de la ISAF  de que el pueblo era importante para los insurgentes, de tal forma que se ordenó a los infantes de marina que permanecieran en el área, más que limpiar el pueblo e irse. Él también estaba preocupado de que los talibanes volvieran a surgir después de los infantes de marina se fueran, diciendo falsamente de que ellos habían obligado a las fuerzas de la ISAF a retirarse. Con el cambio en la misión original, los infantes de marina cambiaron de misiones de combate a operaciones civiles. El comandante de la 24.ª MEU, el coronel Peter Petronzio se concentró en proteger a los afganos locales a la medida de que estos regresaban a sus hogares después de haber sido desplazados por los talibanes. También los infantes de marina continuaron sus operaciones de combate en el área, matando más 400 insurgentes entre abril y julio de 2008, de acuerdo al gobernador Gulab Mangal.
El 8 de septiembre, la 24.ª MEU regresó el control de Garmsir a las fuerzas británicas, después de haber operado en el área por aproximadamente 130 días.
Cuando la MEU se desplegó a Garmsir, el 2.º Batallón 7.º de Infantería de Marina desplegó elementos a Sangin, Gereshk, Musa Qaleh y Now Zad, así como a los distritos en la provincia de Farah. El batallón estrechamente con la Policía Nacional Afgana y el Comando de Transición de Seguridad Combinado - Afganistán para implementar los programas de entrenamiento policial y de reformas. A pesar de estar desplegado en forma independiente de la 24.ª MEU o de cualquier otra Fuerza de Tareas Aero-Terrestre de Marines, el batallón se vio involucrado en fuertes combates durante todo su periodo de servicio. Como un signo de compromiso estadounidense para aumentar las tropas en Afganistán, el 2/7 fue relevado por el 3.er Batallón 8.º de Infantería de Marina y la MAGTF de Propósitos Especiales - Afganistán en diciembre de 2008.

### Operación Eagle's Eye
Entre mayo y junio de 2008, se lanzó la Operación Oqab Sturga (en castellano: Ojo de Águila). La operación involucró tropas británicas del Regimiento Paracaidista y de los Argyll and Sutherland Highlanders (5 Scots) y el Ejército Nacional Afgano y tropas danesas, respaldados por artillería británica y helicópteros Apache.
Los objetivos de las operaciones eran desorganizar las actividades talibanes en el Valle Superior de Gereshk, entre los pueblos de Gereshk y Sangin, y fortalecer el control del gobierno afgano del Wadi de Musa Qaleh Wadi. La resistencia de los talibanes se limitó a fuego indirecto y artefactos explosivos improvisados, los talibanes evitaron confrontaciones directas con las fuerzas de la coalición.
Se informó que un helicóptero británico mató a un líder talibán clave llamado 'Sadiqullah' y hasta 10 miembros de sus célula el 26 de junio de 2008. Se dice que ellos fueron responsables de bombas instalados a los lados de los caminos y de ataques suicidas contra fuerzas afganas y de la OTAN. El ataque ocurrió a 10 kilómetros al noroeste de Kajaki en Helmand.

### Ofensiva de primavera de los talibanes
A comienzos de junio los talibanes lanzaron una nueva ofensiva a pesar de las declaraciones de la coalición de que ellos no serían capaces de hacerla. La mayoría de los fuertes combates acaecidos se concentraron en la provincia de Kandahar, donde los talibanes ayudaron a escapar a 1.100 prisioneros que se encontraban en la principal prisión de la ciudad de Kandahar, ubicada en la frontera con Pakistán, en la provincia de Farah al oeste y en Helmand. Entre el 8 y el 24 de junio, un total de 14 soldados extranjeros fueron muertos en un aumento de los ataques ocurridos en Helmand.

### Convoy a la Represa de Kajaki
A finales de agosto se vio una de las operaciones más grandes realizada por fuerzas de la OTAN en la provincia de Helmand, con el propósito de llevar electricidad a la región. Un convoy de 100 vehículos se demoró cinco días en llevar enormes secciones de una turbina eléctrica para la represa de Kajaki, cubriendo una distancia de 180 km. La operación involucró a 2.000 soldados británicos, otros 1000 soldados de la OTAN provistos por Australia, Canadá, Dinamarca y Estados Unidos y 1000 soldados afganos. Los canadienses cubrieron la primera parte y los británicos los relevaron en un punto de reunión en medio del desierto, usando 50 vehículos blindados BVS10 Viking para escoltar al convoy. Centenares de soldados de fuerzas especiales se desplegaron primero, barriendo el área y aunque es difícil de comprobar, los comandantes británicos estimaron que más de 200 insurgentes fueron muertos - sin sufrir ninguna pérdida o heridos para los soldados de la OTAN. Aviones, helicópteros y aviones no tripulados británicos, holandeses, franceses y estadounidenses proporcionaron reconocimiento aéreo y apoyo artillero.

### Ataque talibán contra Lashkar Gah
En agosto de 2008, los talibanes comenzaron a operar más cerca de la capital provincial de Lashkar Gah, atacando posiciones gubernamentales en Marjah y el distrito de Nad Ali, a solo 10 kilómetros de la ciudad. Inicialmente las autoridades estuvieron reacias en solicitar ayuda a las fuerzas de la ISAF, por temor a que la intervención podría causar bajas civiles. En septiembre, después de que ambos distritos habían caído en poder de los talibanes, oficiales del ejército británico dijeron que estos reveses fueron causados por la deserción de milicias progubernamentales vinculadas a mafias locales dedicadas al tráfico de drogas, que los talibanes habían prometido proteger de los programas de erradicación de amapola.
El 12 de octubre de 2008, una fuerza de alrededor 200 talibanes lanzaron un ataque directo contra Lashkar Gah, su operación más ambiciosa desde el año 2006. El ataque contra el pueblo se produjo desde tres lados e involucró a centenares de militantes usando cohetes y morteros. Las fuerzas talibanes fueron interceptadas en las afueras de la ciudad por tropas afganas apoyadas por helicópteros artillados Apache pertenecientes al Cuerpo Aéreo del Ejército. El ataque fue rechazado y los talibanes sufrieron 50 muertos de acuerdo a la OTAN o 62 muertos de acuerdo a autoridades locales, incluyendo a su líder, el mulá Qudratullah, mientras que las fuerzas de la coalición no sufrieron bajas. El 15 de octubre de 2008, otra fuerza talibán organizó otro ataque. 18 talibanes fueron muertos y el ataque nuevamente fue rechazado. Sin embargo, esta vez seis policías afganos fueron muertos en un punto de control justo al norte de la ciudad. El 16 de octubre de 2008, los militantes insistieron en sus ataque bombardeando la ciudad con cohetes. Uno de ellos impactó en un mercado matando un civil e hiriendo a otros cinco. Al mismo tiempo, un ataque aéreo de la OTAN en un distrito vecino dejó 18 civiles muertos, los cuales pertenecían a cinco familias.

### Operación Red Dagger

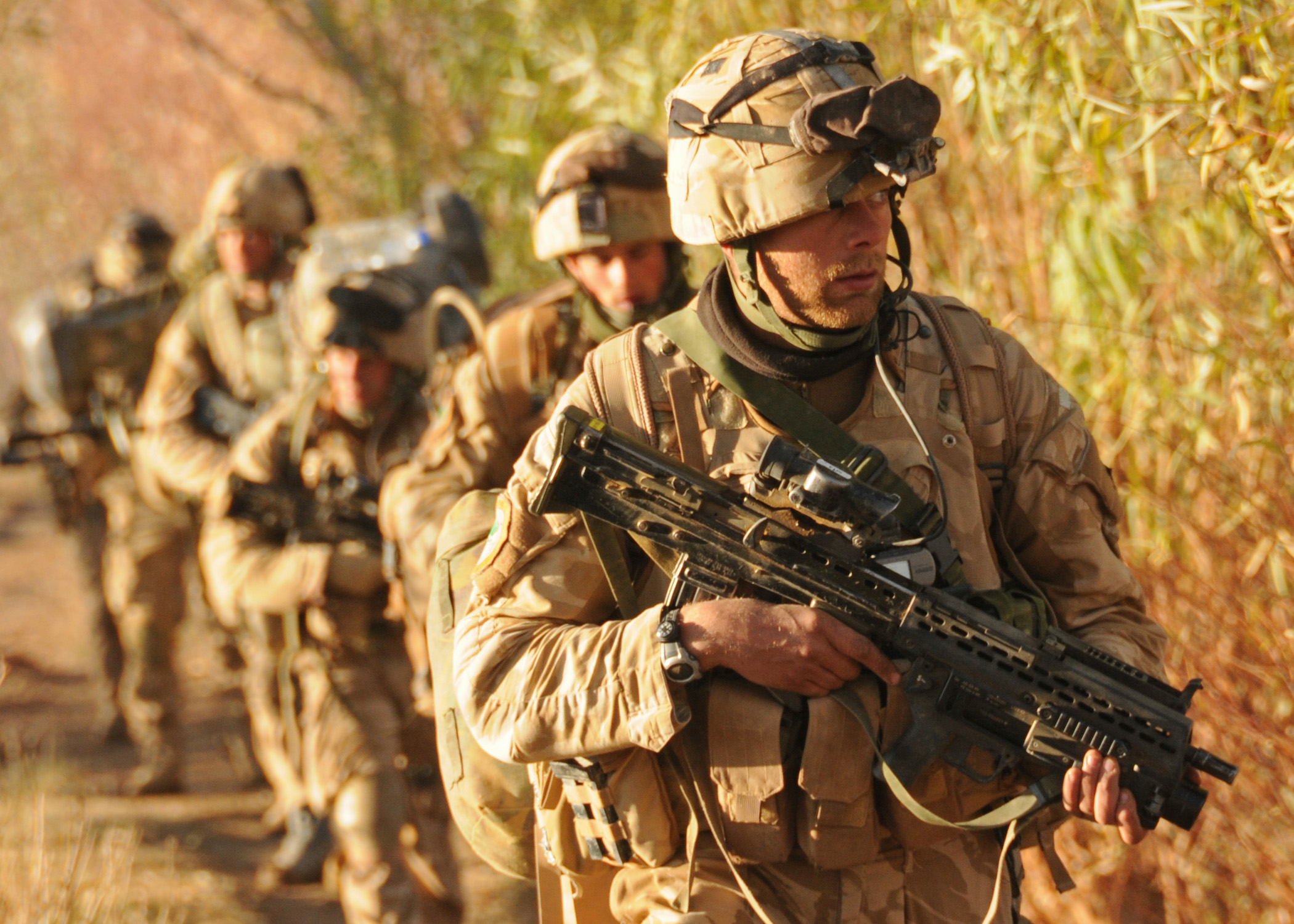
Comandos británicos durante la Operación Sond Chara.

Entre el 7 y 25 de diciembre de 2008, las fuerzas británicas realizaron la Operación Red Dagger (en castellano: Daga Roja) alrededor del pueblo de Nad-e-Ali en un intento de capturar cuatro puntos fuertes talibanes claves. Se utilizaron más de 1.500 soldados. Durante la operación se produjeron fieras batallas de trincheras con el lodo llegando hasta la rodilla recordando las batallas de la Primera Guerra Mundial. Los soldados británicos se vieron involucrados todos los días en intensos combates que duraban desde unos pocos minutos hasta cuatro horas con distancias tan cercanas como 30 metros. En un momento los infantes de marina combatieron cuerpo a cuerpo en una "batalla de 360 grados". También participaron en los combates tropas danesas, estonias y afganas. La operación culminó en una batalla en el día de la Navidad. La operación fue declarada un éxito, con 100 combatientes talibanes muertos, incluyendo un comandante superior, con el costo de 5 infantes de marina británicos muertos.

### Operación Blue Sword
El 19 de marzo, las tropas de la coalición ejecutaron la Operación Aabi Toorah (en inglés: Blue Sword, en castellano: Espada Azul) en el distrito de Marjah, que era considerado un "santuario" talibán donde los insurgentes entrenaban y almacenaban armas y suministros. Las fuerzas de la coalición consistían de 500 infantes de marina de la Royal Marines, 120 soldados daneses acompañados por tropas del ANA, para un total de 700. La operación se inició con el preposicionamiento de tanques Leopard daneses y de vehículos blindados británicos, lo que fue seguido por un asalto aéreo de 500 infantes de marina del 42 Comando contra el área controlada por los insurgentes. Durante tres días, las fuerzas de la coalición, apoyadas por helicópteros artillados Apache y Cobra, F-16 holandeses y vehículos aéreos no tripulados, limpiaron las posiciones talibanes, donde se produjeron combates a muy cortas distancias. Dos infantes de marina fueron heridos durante la operación, mientras que las pérdidas talibanes fueron estimadas por autoridades locales entre 80 y 90 muertos. Otras estimaciones son de 130 muertos y entre 200 y 300 heridos.

## Ofensiva de la coalición en la primavera del año 2009

### Operación Panther's Claw
El 19 de junio de 2009, fuerzas britànicas y del ANA lanzaron una gran ofensiva llamada Operación Panther's Claw (en castellano: Operación Garra del Pantera). El objetivo declarado de esta operación era asegurar varios canales y cruces de ríos y establecer una presencia duradera de la ISAF en un área descrita por el teniente coronel Richardson como "una de los principales puntos fuertes de los talibaes" con anticipación de la elección presidencial afagna del año 2009.
3.000 soldados británicos, 650 del ANA, 700 daneses y 130 estonios participaron en la operación que ha sido descrita como "una de las más grandes operaciones aéreas en los tiempos modernos" cuando, después de la medianoche del 19 de junio, centenares de soldados británicos fueron transportados y desembarcados por 12 Chinook en Babaji (al norte de Lashkar Gah) y apoyados por otras 13 aeronaves incluyendo un avión artillado AC-130H Spectre estadounidense. Ellos establecieron una firme posición inicial y más tropas fueron movidas para asegurar el área.
La ofensiva costó la vida de 15 soldados británicos en menos de una semana incluyendo a 8 en 24 horas. Esto contribuyó a que fuera la semana más sangrienta para las fuerzas británicas en Afganistán hasta ese momento.
La operación fue declarada un "gran éxito" por autoridades británicas. Ellos dijeron que la ofensiva había asegurado territorio para aproximadamente 100.000 personas y que comenzó a romper la "cadena de terror" que vincula a Afganistán y partes de Pakistán con el Reino Unido.
Sin embargo, las condiciones de seguridad para las elecciones presidenciales afganas en la región eran casi no existentes. Solo en el área de Babaji únicamente 150 personas fueron a votar.